# Гаррах, Фридрих Август
Граф Фридрих Август Гервасиус Протасиус фон Гаррах цу Роррау унд Таннхаузен (нем. Friedrich August Gervasius Protasius von Harrach zu Rohrau und Thannhausen, 18 июня 1696 — 4 июня 1749) — член Постоянного собрания в Регенсбурге, полномочный министр в Австрийских Нидерландах, и.о. штатгальтера Австрийских Нидерландов в 1741—1744 гг.

## Биография
Фридрих Август родился в 1696 году в Вене, он принадлежал к младшей ветви рода Гаррахов. Его родителями были Алоиз Томаш Гаррах и Анна Цецилия фон Таннхаузен (вторая жена фон Гарраха). Он учился в Утрехтском университете, по окончании пошёл на государственную службу. С 1726 года был имперским посланником в Турине, а в 1732 году Фридрих Август был назначен полномочным министром в Австрийских Нидерландах, где внёс большой вклад в упорядочение системы государственного управления. После смерти в 1741 году Марии Елизаветы он фактически исполнял обязанности штатгальтера (наместника) Австрийских Нидерландов до назначения Марии Анны и её мужа Карла Лотарингского.
За заслуги в управлении Австрийскими Нидерландами Фридрих Август стал 722-м рыцарем Ордена Золотого руна. С 1745 года стал главным канцлером Богемии.

## Семья и дети
5 февраля 1719 года Фридрих Август женился на Элеоноре Марии , дочери князя Антона Флориана фон Лихтенштейна. У них было 16 детей:
- Франц Антон (1720—1724)
- Мария Роза (1721—1785), замужем за Фердинандом Бонавентурой II фон Гаррахом
- Иоганн Иосиф (1722—1746)
- Эрнст Гвидо (1723—1783), женат на Марии Йозефе фон Дитрихштайн-Проскау
- Мария Анна (1725—1780), замужем за Николаусом Себастьяном фон Лодроном
- Анна Виктория (1726—1746)
- Мария Йозефа (1727—1788), замужем сначала за князем Иоганном Непомуком фон Лихтенштейном, затем — за князем Иосифом Мария Лобковицем
- Максимилиан Иосиф (1729—1730)
- Бонавентура Мария (1731—1794)
- Игнац Людвиг (1732—1753)
- Франц Ксавьер (1732—1781), женат на Марии Ребекке фон Гогенэмс
- Иоганн Леопольд (1733—1734)
- Мария Елизавета (1735—1735)
- Фердинанд (1737—1748)
- Иоганн Непомук Эрнст (1738—1739)
- Мария Кристина (1740—1791)